# Wenzelia dolichophylla
Wenzelia dolichophylla är en vinruteväxtart som beskrevs av Tyôzaburô Tanaka. Wenzelia dolichophylla ingår i släktet Wenzelia och familjen vinruteväxter. Inga underarter finns listade i Catalogue of Life.